# Chiesa di San Juan de los Panetes
La Chiesa di San Juan de los Panetes è una chiesa cattolica di stile barocco che si trova a Saragozza, in Spagna vicino alla Piazza del Pilar e alla Fontana dell'Ispanità. 
Dal 1933 è catalogata come Bien de Interés Cultural.

## Storia
Nel XII e XIII secolo l'Ordine di San Giovanni di Gerusalemme si stabilì a Saragozza e fece costruire una chiesa nel posto in cui oggi si trova la Chiesa di San Juan de los Panetes. Agli inizi del XVI secolo la chiesa venne però distrutta da un vasto incendio e nella seconda metà del secolo si iniziò la costruzione dell'attuale chiesa, su iniziativa del Gran Castellano di Amposta Vicente de Ona, poi consacrata nel 1725.

## Descrizione
L’aspetto attuale della chiesa è in stile barocco e presenta un campanile a pianta ottagonale, che combina elementi mudéjar con elementi rinascimentali e che ha un’inclinazione simile a quella della Torre di Pisa.
La facciata è molto semplice con un portale decorato in stile barocco, una nicchia che contiene una scultura di San Giovanni Battista e un timpano con un oculo.
All’interno la chiesa si divide in tre navate di uguali dimensioni con volte a lunetta decorate con in stile barocco e senza tracce della precedente chiesa romanica ad eccezione del Chrismon.